# Župa Allen, Louisiana
Allen je župa na jugozapadu Louisiane, izvorno dom Atakapa Indijanaca, službeno nastao 1912. podjelom župe Calcasieu na 4 župe. 
Svoje ime dobiva po guverneru Louisiane, Henry Watkins Allenu (1864 - 1865) koji joj je bio na čelu još u vrijeme Građanskog rata. Gradovi Oberlin, Kinder, Reeves i Oakdale nastaju nakon što je Teritorij Louisiane otvoren za naseljavanje bijelog stanovništva. Guverner Luther Hall 1912 osniva četiri nove župe, a Oberlin kao najstarije naselje postaje njezinim sjedištem Ovaj grad svoje ime dobiva po Oberlinu, prvim domom naseljenika u Ohio, kojega su 1833. osnovali prezbiterijanci John Shipherd i Philo P. Stewart. Drugo naselje Oakdale isprva zvano Bay pa Dunnsville, na koncu je prozvano Oakdale po velikim hrastovima. Grad Elizabeth utemeljen je 1906. osnovali su ga drvosječe, a ime dobiva po kćerki čovjeka koji je imao pilanu. Kinder ime dobiva po trgovini koju su držali braća Kinder (James A. Kinder), a utemeljen je 1903, često nazivan i "The Village of Kinder", a po tome što se nalazio na križanju nazivan je i "The Crossroads to Everywhere". 

## Stanovništvo
Popisom 2000. Allen ima 25,400 stanovnika i 8,102 domaćinstva. Glavnina stanovnišva su bijelci 71.90%, 24.60% Afroamerikanci, 1.72% Indijanci, 0.57% Azijati, i ostali.

## Zanimljivosti
Glavni vodeni tok je rijeka Calcasieu koja sa sjevera teče prema jugu, uz čiju se desnu obalu na sjeveru okruga prostire na 60,000 akara West Bay Wildlife Management Area, s prekrasnom prirodom i raznom divljači, osobito divlji puran, koji ovuda slobodno luta. Područje uz rijeku poznato je po i po lovu i po ribolovu, te vožnji kanuom.
Na jugu okruga u blizini Kindera, sjeverno od Eltona danas žive na malenom rezervatu Indijanci Koasati, poznati po proizvodnji košara.

## Vanjske poveznice
|  | Zajednički poslužitelj ima još gradiva o temi Župa Allen, Louisiana |